# Pointe de Nantaux
La pointe de Nantaux ou pointe d'Hauto est une montagne de Haute-Savoie située sur la commune de Saint-Jean-d'Aulps, dans le massif du Chablais, qui culmine à 2 170 mètres d'altitude. Elle domine la vallée d'Aulps, la commune de Montriond et le lac de Montriond.